# Fuad Masum
Muhammad Fuad Masum (Arabisch: محمد فؤاد معصوم) (Koy Sanjaq, 1 januari 1938) is een Iraakse politicus. Hij was tussen 2014 en 2018 de zevende president van het land. Masum is een Iraakse Koerd. Hij was daarmee de tweede niet-Arabische president van Irak, aangezien zijn voorganger Jalal Talabani ook een Koerd was.

## Jeugd
Masum werd geboren in Koy Sajaq. Hij studeerde op diverse religieuze scholen in Koerdistan totdat hij 18 jaar was. Tevens studeerde hij rechten en sharia aan de Universiteit van Bagdad. In 1958 reisde Masum naar Caïro om zijn opleiding af te ronden aan de Al-Azhar-universiteit. In 1968 werkte hij als professor aan de Basrah Universiteit. Masum behaalde zijn PhD in Arabische filosofie in Al-Azhar in 1975.

## Politieke carrière

### Iraakse Communistische Partij
Masum werd lid van partij in 1962. Hij reisde naar Syrië om de secretaris van de partij aldaar, Khalid Bakdash te ontmoeten. Nadat hij erachter kwam wat voor houding Bakdash tegenover de Koerden had, verliet hij de partij.

### Koerdische Democratische Partij Irak
In 1968 werd Masum vertegenwoordiger in Basra. Tevens was hij vertegenwoordiger tijdens de Koerdische Revolutie in Caïro tot 1975.

### Patriottische Unie van Koerdistan
Masum was een van de oprichters van de partij in 1976. In 1992 werd hij de eerste minister-president van Koerdistan. Nadat Amerikaanse troepen in 2003 Irak binnenvielen, keerde Masum terug naar Bagdad om lid te worden van de delegatie die Koerdistan vertegenwoordigde. In 2010 werd hij de voorzitter van de Raad van Volksvertegenwoordigers.

## Presidentschap
In 2014 werd Masum door de afgevaardigden gekozen tot zevende president van Irak. Masum kreeg 211 stemmen achter zich, terwijl zijn grootste tegenstander, Barham Salih, slechts 17 stemmen kreeg. Masum bekleedde het presidentschap voor een periode van vier jaar en werd in 2018 opgevolgd door Salih.

## Privé
Masum is getrouwd en heeft vijf dochters. Een zoon overleed in 1988 aan de gevolgen van een kinderziekte.
- Bibliothèque nationale de France: cb13745841m (data)
- Gemeinsame Normdatei: 1250213738
- International Standard Name Identifier: 0000 0001 1960 6510
- Library of Congress Control Number: no98086321
- Nationale Bibliotheek van Israël: 987007309529905171
- Nederlandse Thesaurus van Auteursnamen: 297397931
- Système universitaire de documentation: 192425269
- Virtual International Authority File: 2650547
- WorldCat: E39PBJymtrgf6tb6b3K4mR7GpP